# Ian Khama
Seretse Khama Ian Khama ( vagy Ian a Sêrêtsê 1953. február 27. –) botswanai politikus.
2008. április 1-jén nevezték ki Botswana elnökének. Sir Seretse Khama elsőszülött fia. Ian Khama a botswanai védelmi erőkben szolgált, 1998. március 31-én szerelt le. 1998. április 1-jén alelnök lett. Politikai győzelmei a Botswana Democratic Party-hoz (BDP) kötődnek. 
2022 decemberében Bostwana elfogatóparancsot adott ki Ian Khama ellen, akiről feltételezik, hogy Dél-Afrikában tartózkodik.